# Moquiniastrum
Moquiniastrum (Cabrera) G.Sancho, 2013 è un genere di piante angiosperme dicotiledoni della famiglia delle Asteraceae.

## Descrizione

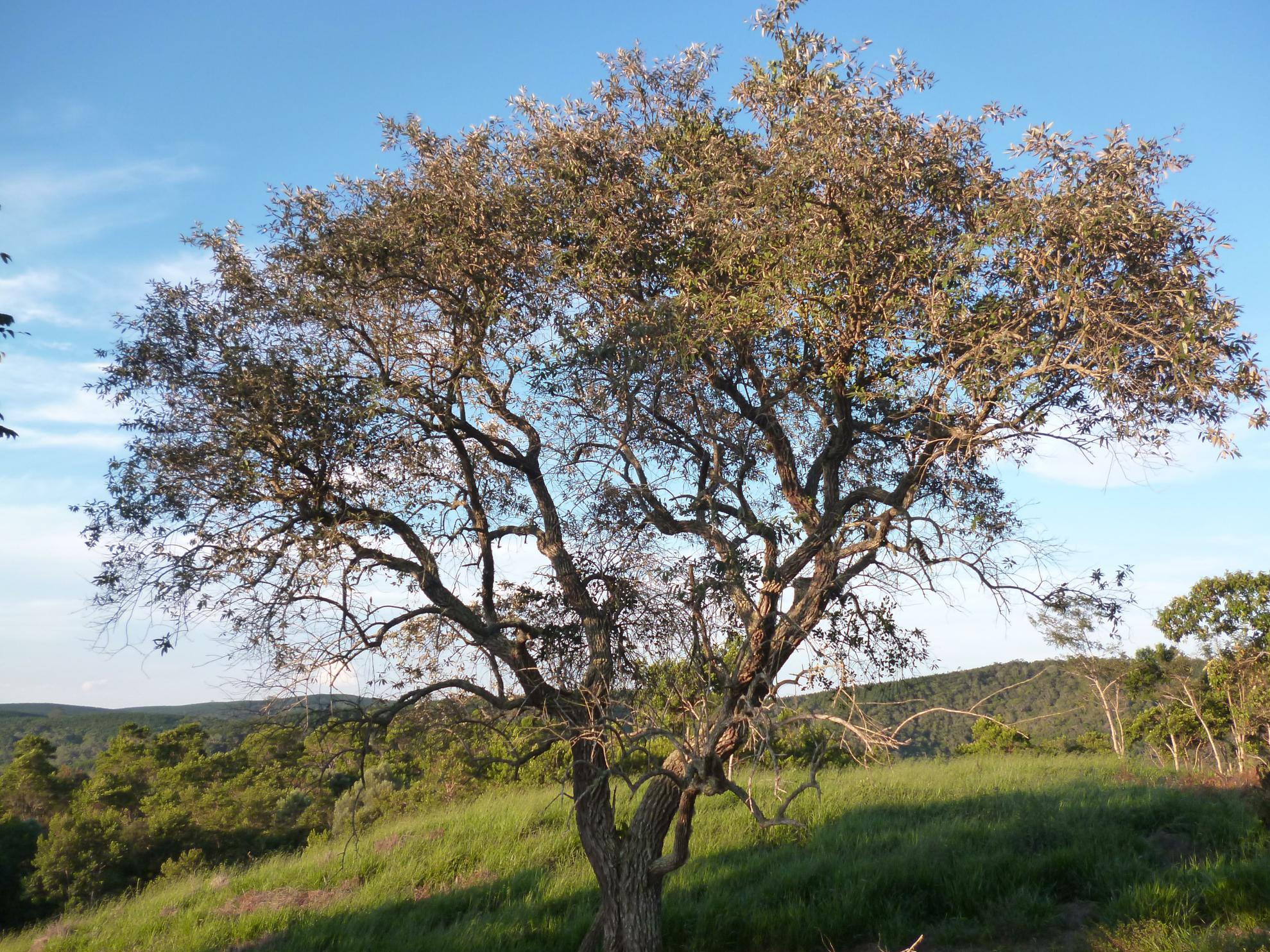
Il portamento
Moquiniastrum polymorphum

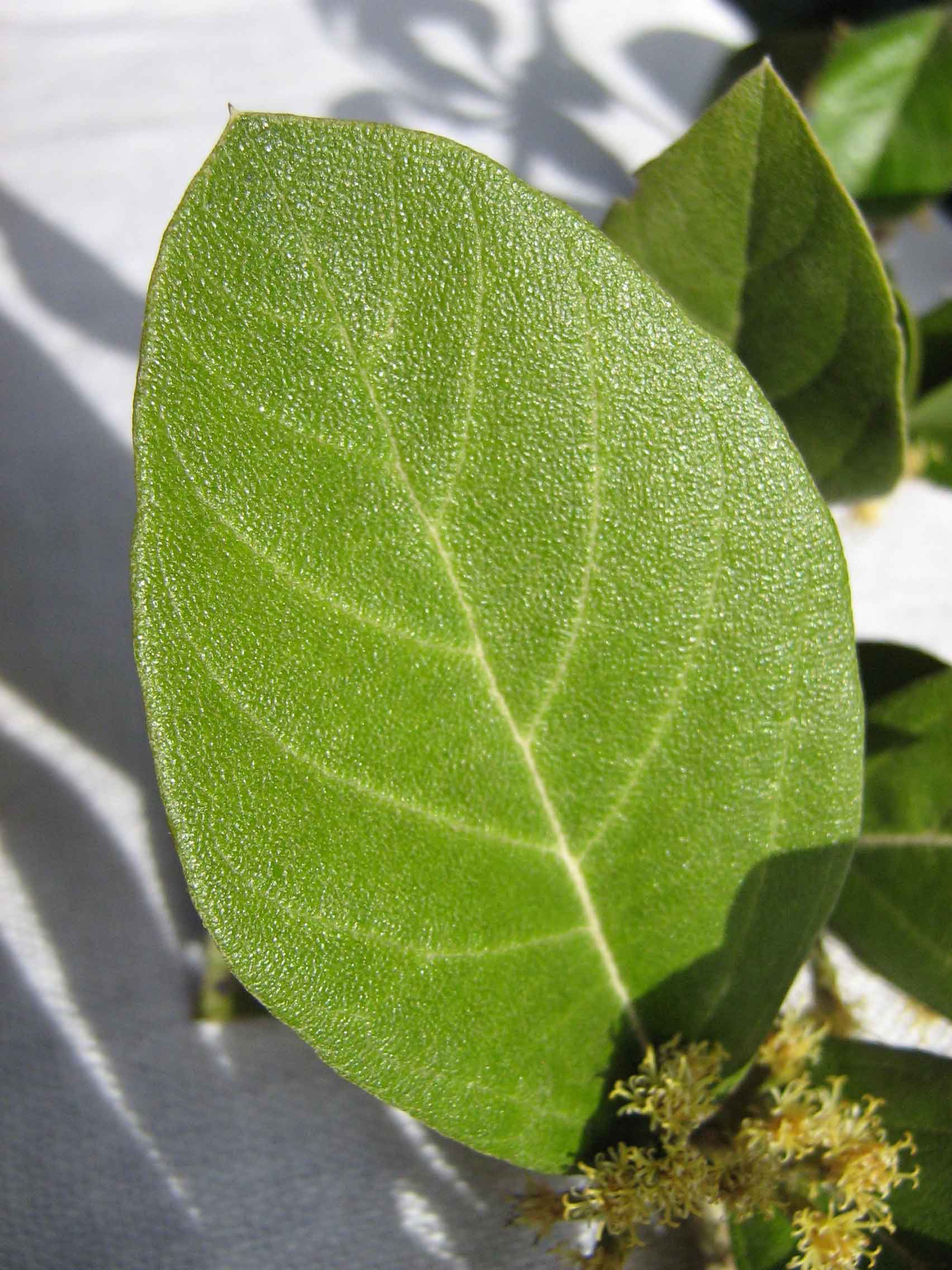
Le foglie
Moquiniastrum oligocephalum

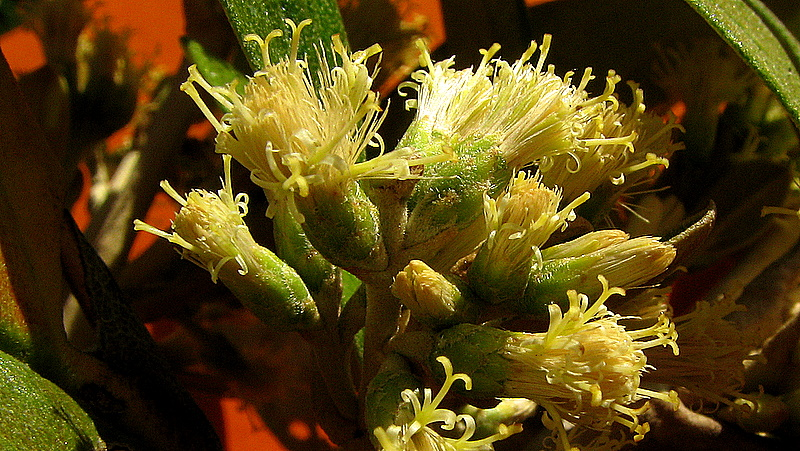
Infiorescenza
Moquiniastrum oligocephalum

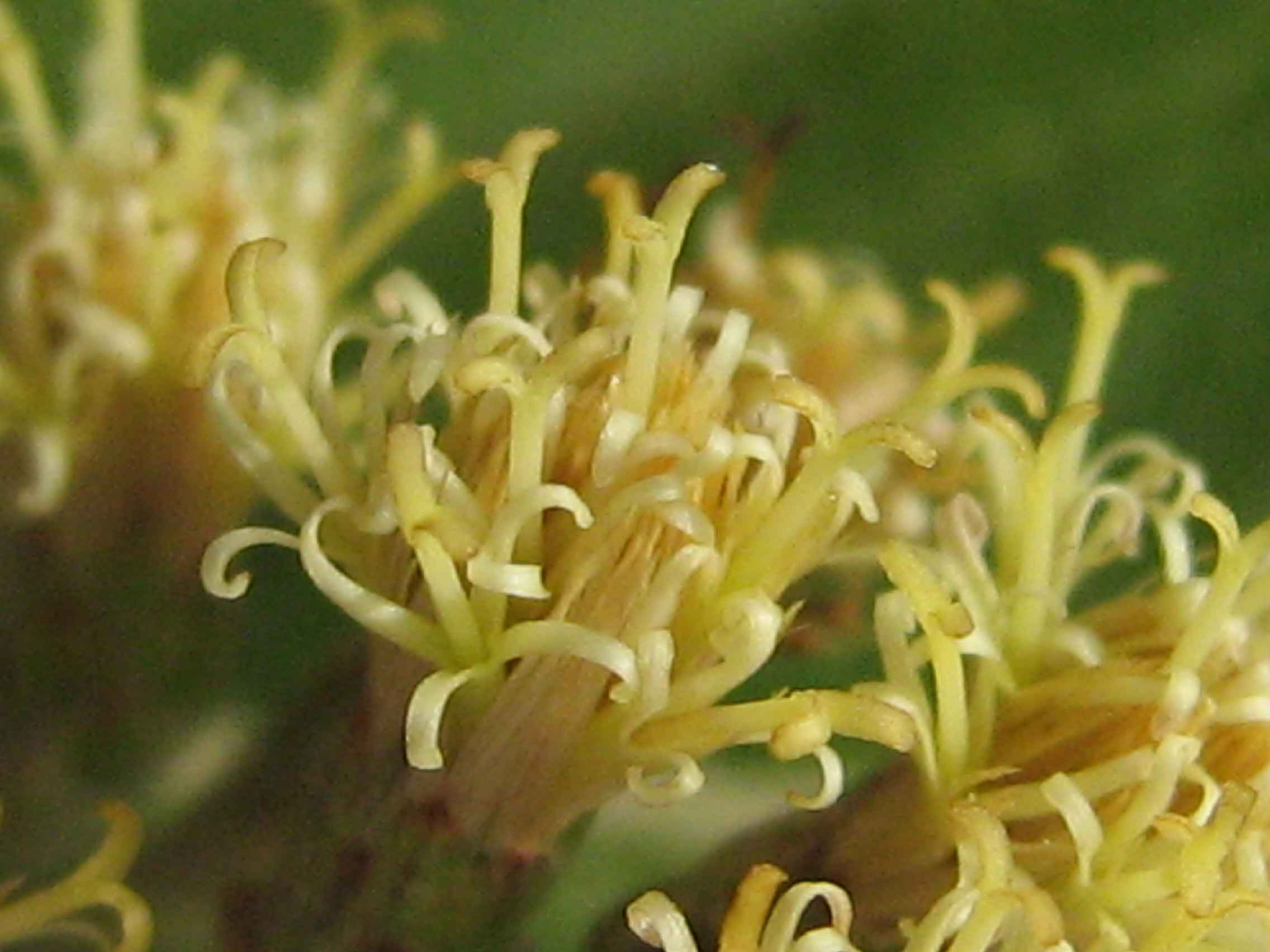
I fiori
Moquiniastrum oligocephalum

In questo gruppo sono presenti sia arbusti che alberi. Sono presenti specie ginomonoiche, ginodioiche o poligamo-dioiche. I fusti possono essere fessurati.
Le foglie lungo il caule sono disposte in modo alternato; sono brevemente picciolate o sub-sessili. La forma, in genere intera, è molto varia: lanceolata, oblanceolata, ellittica, ovata o oblunga, quasi sempre con apice acuto e bordi continui (foglie a lamina semplice), raramente i contorni possono essere dentati. Le venature sono del tipo pennato. La consistenza in genere è coriacea o subcoriacea. Sul lato abassiale possono essere densamente pelose. Sono presenti tricomi con 2 - 5 ramificazioni.
Le infiorescenze sono composte da capolini peduncolati raccolti in panicoli (raramente a forma piramidale). I capolini sono omogami con soli fiori femminili o con soli fiori bisessuali, oppure sono eterogami con fiori femminili ed ermafroditi. I capolini sono formati da un involucro a forma cilindrica composto da brattee (o squame) all'interno delle quali un ricettacolo fa da base ai fiori. Le brattee, simili a foglie ma coriacee con forme ovate, lanceolate o lineari, sono disposte su 3 - 7 serie in modo embricato e scalate in altezza. Il ricettacolo, glabro e alveolati, è privo di pagliette a protezione della base dei fiori (ricettacolo nudo).
I fiori sono tetraciclici (a cinque verticilli: calice – corolla – androceo – gineceo) e in genere pentameri (ogni verticillo ha 5 elementi). I fiori normalmente sono tubolari (corolle actinomorfe) oppure raramente subbilabiate (corolle zigomorfe).
- Formula fiorale:

*/x K {\displaystyle \infty }, [C (5), A (5)], G 2 (infero), achenio
- Calice: i sepali del calice sono ridotti ad una coroncina di squame.
- Corolla: il colore delle corolle è giallo chiaro. Le corolle in genere sono pentalobate con lobi revoluti.
- Androceo: l'androceo è formato da 5 stami con filamenti liberi e antere saldate in un manicotto circondante lo stilo.[10] Le antere (ridotte a staminoidi nei fiori femminili) in genere hanno una forma sagittata con appendici apicali acute. Le teche sono calcarate (provviste di speroni) ed hanno code lunghe, lisce o pelose. Il polline normalmente è tricolporato a forma sferica (può essere microechinato).
- Gineceo: il gineceo ha un ovario uniloculare infero formato da due carpelli.[10]. Lo stilo è unico e con due stigmi; è ispessito sotto gli stigmi. Gli stigmi sono corti e ottusi; dorsalmente sono glabri. L'ovulo è unico e anatropo.

I frutti sono degli acheni con pappo. La forma degli acheni è cilindrica (raramente è compressa) con 5 coste longitudinali e superficie pubescente o sericea. Il carpoforo (o carpopodium) è anulare o cilindrico. L'endosperma è cellulare. Il pappo è formato da setole irregolari disposte su 2 serie con un numero ridotto di corte setole esterne. Le setole sono appuntite (raramente sono ampie e piatte) e qualche volta sono piumose all'apice. Il pappo è direttamente inserito nel pericarpo o è connato in un anello parenchimatico posto sulla parte apicale dell'achenio.

## Biologia
- Impollinazione: l'impollinazione avviene tramite insetti (impollinazione entomogama tramite farfalle diurne e notturne).
- Riproduzione: la fecondazione avviene fondamentalmente tramite l'impollinazione dei fiori (vedi sopra).
- Dispersione: i semi (gli acheni) cadendo a terra sono successivamente dispersi soprattutto da insetti tipo formiche (disseminazione mirmecoria). In questo tipo di piante avviene anche un altro tipo di dispersione: zoocoria. Infatti gli uncini delle brattee dell'involucro si agganciano ai peli degli animali di passaggio disperdendo così anche su lunghe distanze i semi della pianta.

## Distribuzione e habitat
Le specie di questo gruppo sono distribuite in Sudamerica.

## Tassonomia
La famiglia di appartenenza di questa voce (Asteraceae o Compositae, nomen conservandum) probabilmente originaria del Sud America, è la più numerosa del mondo vegetale, comprende oltre 23.000 specie distribuite su 1.535 generi, oppure 22.750 specie e 1.530 generi secondo altre fonti (una delle checklist più aggiornata elenca fino a 1.679 generi). La famiglia attualmente (2021) è divisa in 16 sottofamiglie.

### Filogenesi
La sottofamiglia Gochnatioideae, nell'ambito delle Asteraceae occupa una posizione più o meno "basale" (si è evoluta prima rispetto al resto della maggior parte delle sottofamiglie) ed è molto vicina alle sottofamiglie Wunderlichioideae e Hecastocleidoideae; con la sottofamiglia Wunderlichioideae forma un "gruppo fratello". La sottofamiglia ha solamente la tribù Gochnatieae ed è caratterizzata da specie più o meno arbustive, capolini eterogami, ricettacoli alveolati, appendice dell'antere apicolate, stilo ispessito sotto gli stigmi e acheni a 5 coste.
Il genere Moquiniastrum descritto da questa voce appartiene alla tribù Gochnatieae. In precedenti trattamenti questo genere era descritto come una sezione di Gochnatia ed è stato elevato alla categoria di genere dopo un'analisi molecolare e morfologica dettagliata. Moquiniastrum differisce da Gochnatia per i seguenti caratteri: per la presenza di specie ginodioiche, di pubescenze formate da peli con 2 - 5 ramificazioni e infiorescenze panicolate.
L'età di formazione della sottofamiglia/tribù varia (secondo varie ricerche) da 36 a 18 milioni di anni fa.

### Elenco specie
Questo genere comprende le seguenti 22 specie:
- Moquiniastrum argentinum (Cabrera) G.Sancho
- Moquiniastrum argyreum  (Dusén ex Malme) G.Sancho
- Moquiniastrum barrosoae  (Cabrera) G.Sancho
- Moquiniastrum blanchetianum  (DC.) G.Sancho
- Moquiniastrum bolivianum  (Rusby) G.Sancho
- Moquiniastrum cinereum  (Hook. & Arn.) G.Sancho
- Moquiniastrum cordatum  (Less.) G.Sancho
- Moquiniastrum densicephalum  (Cabrera) G.Sancho
- Moquiniastrum discolor  (Baker) G.Sancho
- Moquiniastrum floribundum  (Cabrera) G.Sancho
- Moquiniastrum gardneri  (Baker) G.Sancho
- Moquiniastrum glabrum  Roque, Neves & A.M.Teles
- Moquiniastrum hatschbachii  (Cabrera) G.Sancho
- Moquiniastrum haumanianum  (Cabrera) G.Sancho
- Moquiniastrum mollissimum  (Malme) G.Sancho
- Moquiniastrum oligocephalum  (Gardner) G.Sancho
- Moquiniastrum paniculatum  (Less.) G.Sancho
- Moquiniastrum polymorphum  (Less.) G.Sancho
- Moquiniastrum pulchrum  (Cabrera) G.Sancho
- Moquiniastrum ramboi  (Cabrera) G.Sancho
- Moquiniastrum sordidum  (Less.) G.Sancho
- Moquiniastrum velutinum  (Bong.) G.Sancho